# Карой Фурманн
Карой Фурманн (угор. Furmann Károly, 19 листопада 1901, Будапешт — 25 липня 1984, Будапешт) — угорський футболіст, що грав на позиції півзахисника. Виступав за клуб «Ференцварош», а також національну збірну Угорщини. Триразовий чемпіон Угорщини, володар Кубка Мітропи 1928 року.

## Клубна кар'єра
Вихованець угорського клубу «Ференцварош», в першій команді якого дебютував у травні 1921 року. Перший офіційний матч за команду Фурманн зіграв одразу у фіналі національного кубку, що відбувся 20 серпня 1922 року. «Ференцварош» проводив перегравання фіналу з командою «Уйпешт». Команда Кароя здобула перемогу з рахунком 1:0, після нічийного результату 2:2 у поєдинку, що відбувся за два місяці до цього. В чемпіонаті Угорщини Фурманн вперше зіграв у жовтні 1922 року, коли його клуб зіграв 2:2 з «Тьореквешем». 
Той чемпіонат «Ференцварош» завершив на третьому місці, а у двох наступних клуб фінішував другим. Фурманн майже одразу став гравцем основного складу команди, виступаючи на позиції правого півзахисника. Чемпіоном країни протягом 10 сезонів поспіль ставав інший столичний гранд — МТК. Час «Ференцвароша» настав у 1926 році, коли команді нарешті вдалося перервати гегемонію МТК. Фурманн відіграв у тому сезону в усіх 22 матчах, відзначившись двома забитими м'ячами (це єдині його голи в чемпіонатах країни). 
Наступний чемпіонат 1927 року став в Угорщині першим професіональним. «Ференцварош» суттєво змінив свій склад у зв'язку з переходом на професіональні рейки. Серед новачків було багато гравців зі складів середняків національної першості, а також кілька сильних футболістів, що повернулись із закордонних заробітків. Серед таких варто виділити легендарного бомбардира Імре Шлоссера, а також півзахисників Мартона Букові і Габора Обітца, що стануть партнерами Кароя по середній лінії на кілька сезонів. В результаті «Ференцварош» упевнено здобув титул чемпіона з відривом сім очок від «Уйпешта», а також виграв кубок країни. Фурманн відіграв 12 матчів у чемпіонаті з 18 можливих. 
Ще більш успішним для команди став 1928 рік. Окрім чергових перемог у чемпіонаті і кубку, клуб здобув престижний міжнародний трофей — Кубок Мітропи, турнір для найсильніших клубів центральної Європи. У 1927 році «Ференцварош» відмовився від участі у цьому турнірі, а ось у 1928 році зіграв і упевнено переміг. У чвертьфіналі команда розгромила югославський БСК — 7:0, 6:1. У півфіналі була переможена австрійська «Адміра» (2:1, 1:0), щоправда без участі Фурманна. У фіналі Карой знову зіграв, а його команда подолала ще один австрійський клуб  — «Рапід» (7:1, 3:5). Одну з головних ролей у здобутті цього своєрідного хет-трику зіграв новачок клубу Йожеф Такач, що став найкращим бомбардиром і Кубку Мітропи (10 голів), і чемпіонату (31 гол). На рахунку Фурманна ж 4 матчі у Кубку Мітропи і всі 22 у національній першості. 
Ще протягом чотирьох наступних сезонів Карой Фурманн виступав у складі «Ференцвароша», але лише у першому з них залишався гравцем основного складу. В червні-серпні 1929 року був учасником турне Південною Америкою. Клуб провів 14 матчів (Карой зіграв у 10 з них) проти клубних команд і національних збірних Бразилії, Уругваю і Аргентини, здобувши 6 перемог при 6 поразках і 2 нічиїх. Найбільш славною для «Ференцвароша» стала перемога з рахунком 3:2 над діючими дворазовими олімпійськими чемпіонами і майбутніми чемпіонами світу  — збірною Уругваю (щоправда, через тиждень уругвайці взяли впевнений реванш  — 0:3). В 1931 році Фурманн зіграв у фіналу кубку країни, де «Ференцварош» несподівано програв скромному «Керюлеті» (1:4). До здобуття чемпіонського титулу 1932 році Фурманн має лише формальне відношення, адже жодного матчу у чемпіонаті він не зіграв. У тому сезоні на рахунку гравця є лише два товариських матчі і два офіційних у Кубку країни: в 1/8 проти «Кішпешта» (2:0) і в 1/4 проти «Бочкаї» (4:3). 
Загалом з 1921 по 1932 рік Карой Фурманн відіграв у складі «Ференцвароша» 310 матчів, у яких забив 12 м'ячів. Серед них 142 матчі і 2 м'ячі у чемпіонаті (135 поєдинків у лізі і 7 у матчах загальнонаціонального плей-офф у 1925 і 1926 роках), 21 матч і 2 голи у Кубку Угорщини (з них 4 гри у фіналах), 6 матчів у Кубку Мітропи, 141 матч і 8 голів у товариських матчах (з них 6 матчів і 1 гол у змішаних командах «Ференцвароша» і інших клубів). 
Після завершення ігрової кар'єри працював на заводі. В 1974 році отримав від рідного клубу медаль вічного чемпіона. У віці 80 років регулярно відвідував матчі  «Ференцвароша». Помер 25 липня 1984 року на 83-му році життя.

## Виступи за збірну
1925 року дебютував в офіційних матчах у складі національної збірної Угорщини в матчі проти збірної Італії. Протягом кар'єри у національній команді, яка тривала 4 роки, провів у формі головної команди країни 11 матчів. Брав участь у двох матчах першого розіграшу Кубка Центральної Європи, турніру, що традиційно проводився між збірними Італії,  Австрії,  Швейцарії, Чехословаччини і  Угорщини.
У 1924 році також зіграв один матч за збірну Будапешту, котра здобула перемогу з рахунком 3:1 над збірною Загреба. 

## Статистика виступів

### Клубна кар’єра
| Клуб              | Сезон             | Чемпіонат | Чемпіонат | Чемпіонат | Кубок  | Кубок | Кубок | Кубок Мітропи | Кубок Мітропи | Кубок Мітропи |
| Клуб              | Сезон             | Ліга      | Матчі     | Голи      | Турнір | Матчі | Голи  | Турнір        | Матчі         | Голи          |
| ----------------- | ----------------- | --------- | --------- | --------- | ------ | ----- | ----- | ------------- | ------------- | ------------- |
| «Ференцварош»     | 1921/22           | Д-1       | 0         | 0         | КУ     | 1     | 0     |               |               |               |
| «Ференцварош»     | 1922/23           | Д-1       | 12        | 0         | КУ     | 3     | 0     |               |               |               |
| «Ференцварош»     | 1923/24           | Д-1       | 21        | 0         |        |       |       |               |               |               |
| «Ференцварош»     | 1924/25           | Д-1       | 26        | 0         | КУ     | 4     | 0     |               |               |               |
| «Ференцварош»     | 1925/26           | Д-1       | 24        | 2         | КУ     | -     | -     |               |               |               |
| «Ференцварош»     | 1926/27           | Д-1       | 12        | 0         | КУ     | 3     | 0     |               |               |               |
| «Ференцварош»     | 1927/28           | Д-1       | 22        | 0         | КУ     | 5     | 1     | КМ            | 4             | 0             |
| «Ференцварош»     | 1928/29           | Д-1       | 17        | 0         | КУ     | -     | -     |               |               |               |
| «Ференцварош»     | 1929/30           | Д-1       | 4         | 0         | КУ     | 1     | 0     | КМ            | 2             | 0             |
| «Ференцварош»     | 1930/31           | Д-1       | 4         | 0         | КУ     | 2     | 1     |               |               |               |
| «Ференцварош»     | 1931/32           | Д-1       | 0         | 0         | КУ     | 2     | 0     | КМ            | 0             | 0             |
| Всього за кар'єру | Всього за кар'єру | -         | 142       | 2         | -      | 21    | 2     | -             | 6             | 0             |

### Статистика виступів за збірну
| Дата       | Місто    | Господарі      | Результат | Гості          | Турнір                   | Голи | Примітки |
| ---------- | -------- | -------------- | --------- | -------------- | ------------------------ | ---- | -------- |
| 18/01/1925 | Мілан    | Італія         | 1 – 2     | Угорщина       | товариський матч         | -    |          |
| 05/05/1925 | Відень   | Австрія        | 3 – 1     | Угорщина       | товариський матч         | -    |          |
| 04/10/1925 | Будапешт | Угорщина       | 0 – 1     | Іспанія        | товариський матч         | -    |          |
| 11/10/1925 | Прага    | Чехословаччина | 2 – 0     | Угорщина       | товариський матч         | -    |          |
| 08/11/1925 | Будапешт | Угорщина       | 1 – 1     | Італія         | товариський матч         | -    |          |
| 14/02/1926 | Брюссель | Бельгія        | 0 – 2     | Угорщина       | товариський матч         | -    |          |
| 06/06/1926 | Будапешт | Угорщина       | 2 – 1     | Чехословаччина | товариський матч         | -    | 27'      |
| 24/04/1927 | Прага    | Чехословаччина | 4 – 1     | Угорщина       | товариський матч         | -    |          |
| 25/09/1927 | Будапешт | Угорщина       | 5 – 3     | Австрія        | Кубок Центральної Європи | -    |          |
| 25/03/1928 | Будапешт | Угорщина       | 2 – 1     | Югославія      | товариський матч         | -    |          |
| 01/11/1928 | Будапешт | Угорщина       | 3 – 1     | Швейцарія      | Кубок Центральної Європи | -    |          |
| Усього     |          | Матчів         | 11        |                | Голів                    | 0    |          |

## Досягнення
- Володар Кубка Мітропи: 1928
- Чемпіон Угорщини: 1925-26, 1926–27, 1927–28
- Срібний призер Чемпіонату Угорщини: 1923–24, 1924–25, 1928–29, 1929–30
- Бронзовий призер Чемпіонату Угорщини: 1922–23, 1930–31
- Володар Кубка Угорщини: 1922, 1927, 1928
- Фіналіст Кубка Угорщини: 1931, 1932